# Meister Sibrand

Escudo de los Grandes Maestres de la Orden Teutónica.

Meister Sibrand también conocido en otros idiomas como Master Sibrand, Maester Sibrand o Magister Sibrandus, fue un cruzado del siglo XII, fundador del hospital militar de Acre, el cuartel de la Orden Teutónica. Por esta razón es considerado como el primer Gran Maestre de los Caballeros Teutones.

## Biografía
Sibrand viajó a Outremer en 1188 durante la Tercera Cruzada para luchar en las filas de Federico I Barbarroja, a las órdenes de Adolfo III de Holstein. Es mencionado como fundador y creador del hospital militar de Acre en un documento escrito por Guido de Lusignan en septiembre de 1190. El cuartel fue ocupado por las tropas teutónicas como defensa contra el sitio de Acre.
| Predecesor: Nadie | Gran Maestre de la Orden Teutónica septiembre de 1190 - 1191 | Sucesor: Heinrich Walpot von Bassenheim |

- Datos: Q382251